# Andirá
Andirá é um município brasileiro do estado do Paraná.

## Etimologia
Andyrá significa "morcegos" em tupi.

## História
A história do município de Andirá começou em 1927, quando o núcleo urbano se formou com a construção das primeiras casas, do comércio e da indústria, devido ao incansável trabalho exercido pelos pedreiros que utilizavam materiais de construção da época para as obras da Estação Ferroviária Ingá, porque os operários trabalhavam colocando quilômetros de trilhos da Companhia Ferroviária São Paulo-Paraná.
A Estação Ingá foi construída no terreno que era de propriedade de Bráulio Barbosa Ferraz, que sabia que o progresso da região seria favorecido pela ferrovia, contratou um agrimensor de sua confiança com o objetivo de dividir pedaços de sua fazenda em lotes de cinco alqueires de tamanho reduzido e negociou com os ferroviários para vender o terreno para os que desejavam construir a ferrovia, depois vendeu um vasto terreno para a criação de um patrimônio. Depois da publicidade reservada, foi construído um pequeno povoado, onde as pessoas que moravam em acampamentos se transferiram de outros aglomerados urbanos de menor porte.
O primeiro grupo de colonizadores foi integrado por Amadeu Bernim, Carlos Ribeiro dos Santos, Domingos Marcondes Machado, Firmino Corrêa, Manoel M. da Silva, Raul Vaz e depois Barbosa Ferraz, que a ele foi denominado um município em sua homenagem.
A sua transformação em município ocorreria em 20 de dezembro de 1943, através da Lei Estadual nº 199, que mudaria sua denominação Ingá para Andirá, porque já existia um município da Paraíba com esse nome. Até aquela data, Andirá era distrito de Cambará e sua instalação se deu em 1 de janeiro de 1944. A Comarca de Andirá foi criada através da Lei Estadual nº 93, de 14 de dezembro de 1948, sendo instalada em 30 de janeiro de 1949. O primeiro a ser escolhido Juiz de Direito da Comarca foi o doutor Marino Bueno Brandão, tomando posse oficialmente no dia 11 de julho de 1949, nomeado pelo Decreto nº 7 099, de 31 de maio de 1949.

## Geografia
Com área de 234,802 km², representa 0,1178% do estado, 0,0417% da região e 0,0028% do território brasileiro. Localiza-se à latitude 23°03'03" sul e à longitude 50° 13'44" oeste, com altitude de 479 m. Sua população, conforme estimativas do IBGE de 2019, era de 20 031 habitantes.
Compõem o município dois distritos: Andirá (sede) e Nossa Senhora Aparecida.

### Demografia
Dados do Censo - 2000
População Total: 21.664
- Urbana: 19.927
- Rural: 1.736
- Homens: 10.696
- Mulheres: 10.967

Índice de Desenvolvimento Humano (IDH-M): 0,742
- IDH-M Renda: 0,686
- IDH-M Longevidade: 0,715
- IDH-M Educação: 0,824